# Berkovci, Križevci
Berkovci je strnjeno gručasto naselje v Občini Križevci, ki stoji na nizki terasi v dolini reke Ščavnice, ob cesti Ljutomer-Sveti Jurij ob Ščavnici. Vas je prvič omenjena leta 1445 kot Werkawczen.
Ime naj bi nastalo iz rodbinskega imena Berko, Borko, ki je madžarskega izvora. Drugi trdijo, da bi naj vas dobila ime po svojih prebivalcih, ki so bili veliki, plečani možje z dolgimi brki in so jih zato sosednji prebivalci zaničljivo imenovali brkovci.

## Vedra
Berkovci so znani po vedri, edinstvenem pustnem običaju v občini Križevci. Z običajem so začeli v drugi polovici 19.stoletja v vasi Biserjane in je značilen predvsem za župnijo Sveti Jurij ob Ščavnici. Ime vedra izhaja iz običaja, da mora vsak, ki je prevzel domačijo ali se priženil v vas, dati za vedrico vina (majhno 10-12 l vedro), s čimer si je pridobil pravico vaščana in ugled gospodarja. Običaj se opravi na pustno soboto, ko se v gasilskem domu zberejo vsi vaščani in sorodniki darovalca vedre. Značilno je, da moški nosijo klobuk in modre šürce, ženske pa prkalnate robce in lastinove šürce. Na družabno srečanje pridejo tudi maske iz različnih krajev. Pomembno je, da se vaščani zberejo, preberejo vaško kroniko dogajanja v preteklem letu, opravijo krst in izberejo družino, ki bo prihodnje leto gostila vedro.